# إسرائيل في الألعاب الآسيوية 1974
شَاركَتْ إسرائيل في دورة الألعاب الآسيوية 1974 التي أُقيمت في طهران في إيران في الفترة المُمتدَّة من 1 سبتمبر 1974 إلى 16 سبتمبر 1974. فازوا رياضيو إسرائل بـ7 ميدالياتٍ ذهبية و 4 ميدالياتٍ فضية و 8 ميدالياتٍ برونزية بمَجمُوع 19 ميدالية لتحتل بذلك المرتبة السَّادسَة في ترتيب الميداليات.